# Паломницький капелюх

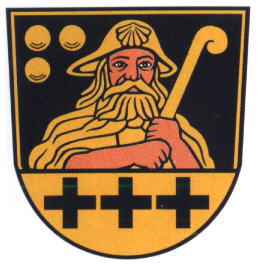
Святий Яків з його паломницьким жезлом. Капелюх типовий, але він часто носить свою емблему — раковину-гребінець — на передніх краях капелюха

Паломницький капелюх, капелюх пілігрима або капелюх мандрівника — це капелюх з широкими крисами (полями), який використовується для захисту від сонця.

## Історія
Капелюх паломника традиційно мав емблему раковини-гребінця. Вважається, що це посилання на християнську традицію про те, що після того, як Святий Яків помер в Єрусалимі, він був дивом перенесений ангелами на атлантичне узбережжя Іспанії, хоча символ раковини також був слабко пов'язаний з дохристиянськими традиціями.
Традиційно він асоціюється з паломниками на Шляху святого Якова. Перевернуті криси капелюха прикрашені черепашкою з гребінцем, щоб позначити статус паломника мандрівника, хоча сучасні мандрівники носять його набагато рідше.

## Геральдика
Капелюхи пілігрима використовуються в геральдиці.

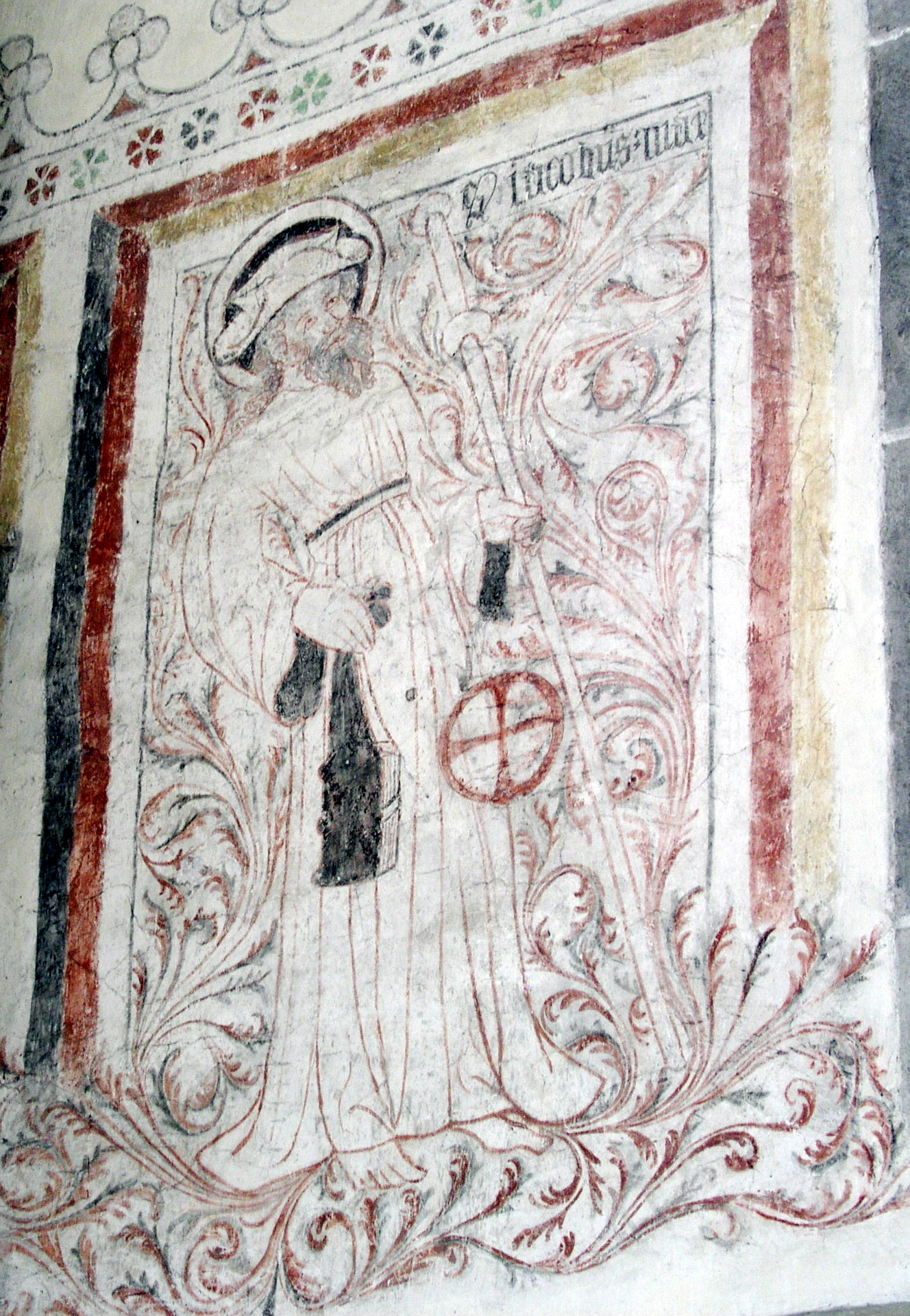
Святий Яків з жезлом паломника.
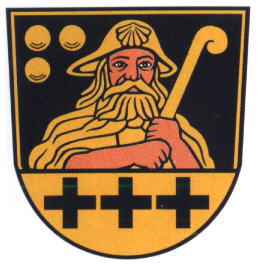
Госсель, Німеччина
Ольштин, Польща
Бевер, Швейцарія